# Elezioni presidenziali in Colombia del 2022
Le elezioni presidenziali in Colombia del 2022 si sono tenute il 29 maggio (I turno) e il 19 giugno (II turno) per eleggere il nuovo Presidente della Colombia; nel marzo precedente hanno avuto luogo le elezioni parlamentari.
In seguito allo spoglio dei voti, è emerso vincitore con il 50,44% dei voti al secondo turno, il senatore Gustavo Petro del partito Colombia Humana (Pacto Histórico), già in vantaggio al primo turno con il 40,34% dei voti.

## Risultati
| Gustavo Petro         | Colombia Humana Pacto Histórico: CH - UP - PDA - ADA - MAIS                         | 8 542 020  | 40,34 | 11 292 758 | 50,42 |  |  |  |
| Rodolfo Hernández     | Liga de Gobernantes Anticorrupción                                                  | 5 965 531  | 28,17 | 10 604 656 | 47,35 |  |  |  |
| Federico Gutiérrez    | Creemos Colombia Equipo Por Colombia: CC - PdO - PCC - MIRA - Partido de la U       | 5 069 526  | 23,94 |            |       |  |  |  |
| Sergio Fajardo        | Alleanza Sociale Indipendente Coalición Centro Esperanza: ASI - NL - Dignidad - CTF | 885 291    | 4,18  |            |       |  |  |  |
| John Milton Rodríguez | Colombia Justa Libres                                                               | 271 386    | 1,28  |            |       |  |  |  |
| Enrique Gómez         | Movimento di Salvezza Nazionale                                                     | 48 643     | 0,23  |            |       |  |  |  |
| Íngrid Betancourt     | Partido Verde Oxígeno                                                               | 14 161     | 0,07  |            |       |  |  |  |
| Luis Pérez            | GSC Colombia Piensa en Grande                                                       | 11 507     | 0,05  |            |       |  |  |  |
| Voti in bianco        | Voti in bianco                                                                      | 365 777    | 1,73  | 500 069    | 2,23  |  |  |  |
| Totale                | Totale                                                                              | 21 173 842 | 100   | 22 397 483 | 100   |  |  |  |
|                       |                                                                                     |            |       |            |       |  |  |  |
| Voti non validi       | Voti non validi                                                                     | 268 458    | 1,25  | 291 551    | 1,28  |  |  |  |
| Votanti               | Votanti                                                                             | 21 442 300 | 54,98 | 22 689 034 | 58,17 |  |  |  |
| Elettori              | Elettori                                                                            | 39 002 239 |       | 39 002 239 |       |  |  |  |

| Gustavo Petro         |  | 40,34% |
| Rodolfo Hernández     |  | 28,17% |
| Federico Gutiérrez    |  | 23,94% |
| Sergio Fajardo        |  | 4,18%  |
| John Milton Rodríguez |  | 1,28%  |
| Enrique Gómez         |  | 0,23%  |
| Íngrid Betancourt     |  | 0,07%  |
| Luis Pérez            |  | 0,05%  |

| Gustavo Petro     |  | 50,44% |
| Rodolfo Hernández |  | 47,31% |